# Justicia danielii
Justicia danielii är en akantusväxtart som beskrevs av L.H. Durkee. Justicia danielii ingår i släktet Justicia och familjen akantusväxter. Inga underarter finns listade i Catalogue of Life.